# Balistes punctatus
 Balistes punctatus és un peix teleosti de la família dels balístids i de l'ordre dels tetraodontiformes.

## Morfologia
Pot arribar als 60 cm de llargària total.

## Distribució geogràfica
Es troba a les costes de l'Atlàntic oriental (des del Marroc fins a Angola, incloent-hi Madeira, Canàries i Cap Verd).